# Premier district congressionnel du Tennessee
Le 1er district congressionnel du Tennessee est le district du nord-est du Tennessee, comprenant la totalité des comtés de Carter, Cocke, Greene, Hamblen, Hancock, Hawkins, Johnson, Sullivan, Unicoi, Washington et Sevier et certaines parties du comté de Jefferson. Il s'étend en grande partie sur la partie Tennessee de la région des Tri-Cities du nord-est du Tennessee et du sud-ouest de la Virginie. Avec un indice CPVI de R+30, c'est le district le plus républicain du Tennessee.
Les villes et villages représentés dans le district comprennent Blountville, Bristol, Church Hill, Elizabethton, Erwin, Gatlinburg, Greeneville, Johnson City, Jonesborough, Kingsport, Morristown, Mountain City, Newport, Pigeon Forge, Roan Mountain, Rogersville, Sneedville, Sevierville et Tusculum. Le 1er district à la Chambre des représentants des États-Unis est détenu par les républicains depuis 1881.
Le district a été créé en 1805 lorsque le siège at-large a été divisé en plusieurs districts.
La représentante actuelle du district est la républicaine Diana Harshbarger, qui a été élue pour la première fois en 2020 après le départ à la retraite du républicain Phil Roe.

## Histoire
Le 1er a généralement été une circonscription électorale très sûre pour le Parti Républicain depuis la guerre civile américaine, et est l'un des deux seuls districts ancestralement républicains de l'État (l'autre étant le 2e district voisin).
Les républicains (ou leurs antécédents) ont occupé ce siège de façon continue depuis 1881 et pendant toutes les années sauf quatre depuis 1859, tandis que les démocrates (ou leurs antécédents) ont occupé le siège pendant toutes les années sauf huit depuis la première élection d'Andrew Jackson à la Chambre des représentants des États-Unis en 1796 (en tant que représentant unique de l'État) jusqu'au mandat d'Albert Galiton Watkins se terminant en 1859.
Andrew Johnson, dix-septième président des États-Unis, représenta le district de 1843 à 1853.
Comme dans le reste de l'est du Tennessee, l'esclavage n'était pas aussi courant dans cette région que dans le reste de l'État en raison de son relief montagneux, dominé par de petites fermes plutôt que par des plantations. Le district abritait également les premiers périodiques exclusivement abolitionnistes du pays, The Manumission Intelligencer et The Emancipator, fondés à Jonesborough par Elihu Embree en 1819.
Le 1er était l'un des quatre districts du Tennessee dont les membres du Congrès n'ont pas démissionné lorsque le Tennessee a fait sécession de l'Union en 1861. Thomas Amos Rogers Nelson a été réélu unioniste (le nom utilisé par une coalition de républicains, de démocrates du nord et de démocrates du sud anti-confédérés) au 37e Congrès, mais il fut arrêté par les troupes confédérées alors qu'il était en route vers Washington, D.C et emmené à Richmond. Nelson a été libéré sur parole et est rentré chez lui à Jonesborough, où il a gardé un profil bas pendant toute la durée de sa peine.
En raison de ces facteurs, cette région - à l'exception de la « Petite Confédération » du comté de Sullivan avec ses liens profonds avec la Virginie voisine - a soutenu l'Union contre la Confédération pendant la guerre civile et s'est identifiée au Parti Républicain après la réadmission du Tennessee dans l'Union en 1866, élisant des candidats représentant le Parti Unioniste – une fusion de républicains et de démocrates pro-unionistes – avant et après la guerre. Depuis, cette allégeance s’est poursuivie dans les bons comme dans les mauvais moments, les républicains dominant tous les niveaux du gouvernement. Même s'il existe quelques poches démocrates dans les zones urbaines du district, elles ne suffisent pas à influencer le district. Depuis 1898, les démocrates n’ont franchi la barre des 40 % qu’à deux reprises, en 1962 et 1976.
La tendance républicaine du district n'est pas moins prononcée au niveau présidentiel. C'était l'une des rares régions du Tennessee où Barry Goldwater a bien réussi en 1964. Les comtés de Johnson, Carter, Unicoi, Washington, Cocke, Sevier et Hancock sont parmi les rares comtés du pays à n'avoir jamais soutenu un démocrate à la présidence depuis la guerre civile. Franklin D. Roosevelt a réalisé des performances respectables dans le district au cours de ses quatre campagnes à la présidence, tout comme Jimmy Carter en 1976. Cependant, Carter est le dernier démocrate à remporter un comté dans le district, et à part le comté de Sullivan, qui, sauf dans les élections de 1928 dominées par le catholicisme ont toujours été démocrates jusqu'en 1948, et dans le Comté de Hamblen lors de ces élections de 1976, aucun comté du district actuel n'a soutenu un démocrate à la présidence depuis 1940.
Le district accorde généralement à ses membres du Congrès des mandats très longs à Washington ; en fait, avant les années 1950, il a élu certains des rares membres véritablement importants du Congrès républicain du sud. Seules neuf personnes l'ont représenté depuis 1921. Deux d'entre eux, B. Carroll Reece et Jimmy Quillen, sont les membres de la Chambre les plus anciens de l'histoire du Tennessee. Reece a occupé le siège pendant toute la période 1921 à 1961, à l'exception de six années, tandis que Quillen l'a occupé de 1963 à 1997.

## Historique de vote

### Ces résultats varient entre les frontières anciennes et actuelles
| Année | Poste      | Résultats                      |
| ----- | ---------- | ------------------------------ |
| 1998  | Gouverneur | Sundquist 77,0 % - 23,0 %      |
| 2000  | Président  | George W. Bush 61,0 % – 38,0 % |
| 2000  | Sénat      | Frist 75,0 % - 25,0 %          |
| 2002  | Sénat      | Alexander 66,0 % - 34,0 %      |
| 2002  | Gouverneur | Hilleary (en) 57,0 % - 43,0 %  |
| 2004  | Président  | George W. Bush 68,0 % – 31,0 % |
| 2006  | Gouverneur | Bredesen 59,0 % - 41,0 %       |
| 2006  | Sénat      | Corker 62,0 % - 38,0 %         |
| 2008  | Président  | John McCain 70,0 % – 28,6 %    |
| 2008  | Sénat      | Alexander 76,0 % - 24,0 %      |
| 2010  | Gouverneur | Haslam 78,0 % - 22,0 %         |
| 2012  | Président  | Mitt Romney 72,7 % – 25,7 %    |
| 2012  | Sénat      | Corker 77,0 % - 23,0 %         |
| 2014  | Gouverneur | Bill Haslam 78,0 % - 22,0 %    |
| 2014  | Sénat      | Alexander 71,0 % - 29,0 %      |
| 2016  | Président  | Donald Trump 76,7 % – 19,7 %   |
| 2018  | Gouverneur | Lee 78,0 % - 22,0 %            |
| 2018  | Sénat      | Blackburn 72,0 % - 28,0 %      |
| 2020  | Président  | Donald Trump 76,2 % – 22,1 %   |
| 2020  | Sénat      | Hagerty 80,0 % - 20,0 %        |
| 2022  | Gouverneur | Lee 78,6 % – 20,0 %            |

## Liste des Représentants du district
| Membre                         | Parti                 | Années                           | Congrès     | Histoire électorale | Zone géographique |
| ------------------------------ | --------------------- | -------------------------------- | ----------- | --- | --- |
| District établi le 4 mars 1805 |                       |                                  |             | | |
| John Rhea (en)                 | Républicain-Démocrate | 4 mars 1805 - 3 mars 1813        | 9e - 13     | Redécoupage depuis le district at-large et réélu en 1805. Réélu en 1809. Réélu en 1811. Réélu en 1813. Perd sa réélection. | 1805–1813 « District Washington »: Carter, Greene, Hawkins, Sullivan et Washington                                      |
| John Rhea (en)                 | Républicain-Démocrate | 4 mars 1813 - 3 mars 1815        | 9e - 13     | Redécoupage depuis le district at-large et réélu en 1805. Réélu en 1809. Réélu en 1811. Réélu en 1813. Perd sa réélection. | 1813–1823 Carter, Greene, Hawkins, Sullivan et Washington                                                               |
| Samuel Powell (en)             | Républicain-Démocrate | 4 mars 1815 - 3 mars 1817        | 14e         | Élu en 1815. Retrait. | 1813–1823 Carter, Greene, Hawkins, Sullivan et Washington                                                               |
| John Rhea (en)                 | Républicain-Démocrate | 4 mars 1817 - 3 mars 1823        | 15e - 17e   | Élu en 1817. Réélu en 1819. Réélu en 1821. Retrait. | 1813–1823 Carter, Greene, Hawkins, Sullivan et Washington                                                               |
| John Blair (en)                | Républicain-Démocrate | 4 mars 1823 - 3 mars 1825        | 18e - 23e   | Élu en 1823. Réélu en 1825. Réélu en 1827. Réélu en 1829. Réélu en 1831. Réélu en 1833. Perd sa réélection. | 1823–1833 Carter, Greene, Hawkins, Sullivan et Washington                                                               |
| John Blair (en)                | Jacksonien (en)       | 4 mars 1825 - 3 mars 1835        | 18e - 23e   | Élu en 1823. Réélu en 1825. Réélu en 1827. Réélu en 1829. Réélu en 1831. Réélu en 1833. Perd sa réélection. | 1823–1833 Carter, Greene, Hawkins, Sullivan et Washington                                                               |
| John Blair (en)                | Jacksonien (en)       | 4 mars 1825 - 3 mars 1835        | 18e - 23e   | Élu en 1823. Réélu en 1825. Réélu en 1827. Réélu en 1829. Réélu en 1831. Réélu en 1833. Perd sa réélection. | 1833–1843 |
| William B. Carter (en)         | Anti-Jacksonien       | 4 mars 1835 - 3 mars 1837        | 24e - 26e   | Élu en 1835. Réélu en 1837. Réélu en 1839. Retrait. | |
| William B. Carter (en)         | Whig                  | 4 mars 1837 - 3 mars 1841        | 24e - 26e   | Élu en 1835. Réélu en 1837. Réélu en 1839. Retrait. | |
| Thomas D. Arnold (en)          | Whig                  | 4 mars 1841 - 3 mars 1843        | 27e         | Élu en 1841. Retrait. | |
| Andrew Johnson                 | Démocrate             | 4 mars 1843 - 3 mars 1853        | 28e - 32e   | Élu en 1842. Réélu en 1845. Réélu en 1847. Réélu en 1849. Réélu en 1851. Retrait pour se présenter comme Gouverneur du Tennessee. | 1843–1853 |
| Brookins Campbell (en)         | Démocrate             | 4 mars 1853 - 25 décembre 1853   | 33e         | Élu en 1853. Décès. | 1853–1861 |
| Vacant                         | Vacant                | 25 décembre 1853 - 30 mars 1854  | 33e         | | 1853–1861 |
| Nathaniel G. Taylor (en)       | Whig                  | 30 mars 1854 - 3 mars 1855       | 33e         | Élu pour terminer le mandat de Campbell. Perd sa réélection. | 1853–1861 |
| Albert G. Watkins (en)         | Démocrate             | 4 mars 1855 - 3 mars 1859        | 34e - 35e   | Élu en 1855. Réélu en 1857. Retrait. | 1853–1861 |
| Thomas A. R. Nelson (en)       | Opposition Party (en) | 4 mars 1859 - 3 mars 1861        | 36e         | Élu en 1859. Réélu en 1861 mais capturé en route pour le Congrès et ne prends pas possession de son siège. | 1853–1861 |
| District inactif               | District inactif      | 4 mars 1861 - 24 juillet 1866    | 37e - 39e   | Guerre de Sécession et Reconstruction | Guerre de Sécession et Reconstruction                                                                                   |
| Nathaniel G. Taylor (en)       | Unioniste             | 24 juillet 1866 - 3 mars 1867    | 39e         | Élu en 1865. Retrait. | 1866–1873 |
| Rodrick R. Butler (en)         | Républicain           | 4 mars 1867 - 3 mars 1875        | 40e - 43e   | Élu en 1867. Réélu en 1868. Réélu en 1870. Réélu en 1872. Perd sa réélection. | 1866–1873 |
| Rodrick R. Butler (en)         | Républicain           | 4 mars 1867 - 3 mars 1875        | 40e - 43e   | Élu en 1867. Réélu en 1868. Réélu en 1870. Réélu en 1872. Perd sa réélection. | 1873–1883 |
| William McFarland (en)         | Démocrate             | 4 mars 1875 - 3 mars 1877        | 44e         | Élu en 1874. Perd sa réélection. | |
| James H. Randolph (en)         | Démocrate             | 4 mars 1877 - 3 mars 1879        | 45e         | Élu en 1876. Retrait. | |
| Robert L. Taylor (en)          | Démocrate             | 4 mars 1879 - 3 mars 1881        | 46e         | Élu en 1878. Perd sa réélection. | |
| Augustus H. Pettibone (en)     | Républicain           | 4 mars 1881 - 3 mars 1887        | 47e - 49e   | Élu en 1880. Réélu en 1882. Réélu en 1884. Retrait. | |
| 1883–1893                      |                       |                                  | 47e - 49e   | Élu en 1880. Réélu en 1882. Réélu en 1884. Retrait. | |
| Rodrick R. Butler (en)         | Républicain           | 4 mars 1887 - 3 mars 1889        | 50e         | Élu en 1886. Retrait. | |
| Alfred A. Taylor (en)          | Républicain           | 4 mars 1889 - 3 mars 1895        | 51e - 53e   | Élu en 1888. Réélu en 1890. Réélu en 1892. Retrait. | |
| 1893–1903                      |                       |                                  | 51e - 53e   | Élu en 1888. Réélu en 1890. Réélu en 1892. Retrait. | |
| William C. Anderson (en)       | Républicain           | 4 mars 1895 - 3 mars 1897        | 54e         | Élu en 1894. Perd sa renomination. | |
| Walter P. Brownlow (en)        | Républicain           | 4 mars 1897 - 8 juillet 1910     | 55e - 61e   | Élu en 1896. Réélu en 1898. Réélu en 1900. Réélu en 1902. Réélu en 1904. Réélu en 1906. Réélu en 1908. Décès. | |
| 1903–1913                      |                       |                                  | 55e - 61e   | Élu en 1896. Réélu en 1898. Réélu en 1900. Réélu en 1902. Réélu en 1904. Réélu en 1906. Réélu en 1908. Décès. | |
| Vacant                         | Vacant                | 8 juillet 1910 - 8 novembre 1910 | 61e         | | |
| Zachary D. Massey (en)         | Républicain           | 8 novembre 1910 - 3 mars 1911    | 61e         | Élu pour terminer le mandat de Brownlow. Retrait. | |
| Sam R. Sells (en)              | Républicain           | 4 mars 1911 - 3 mars 1921        | 62e - 66e   | Élu en 1910. Réélu en 1912. Réélu en 1914. Réélu en 1916. Réélu en 1918. Perd sa renomination. | |
| Sam R. Sells (en)              | Républicain           | 4 mars 1911 - 3 mars 1921        | 62e - 66e   | Élu en 1910. Réélu en 1912. Réélu en 1914. Réélu en 1916. Réélu en 1918. Perd sa renomination. | 1913–1933 Carter, Claiborne, Cocke, Grainger, Greene, Hancock, Hawkins, Johnson, Sevier, Sullivan, Unicoi et Washington |
| B. Carroll Reece (en)          | Républicain           | 4 mars 1921 - 3 mars 1931        | 67e - 71e   | Élu en 1920. Réélu en 1922. Réélu en 1924. Réélu en 1926. Réélu en 1928. Perd sa renomination. | |
| Oscar B. Lovette (en)          | Républicain           | 4 mars 1931 - 3 mars 1933        | 72e         | Élu en 1930. Perd sa renomination. | |
| B. Carroll Reece (en)          | Républicain           | 4 mars 1933 - 3 janvier 1947     | 73e - 79e   | Élu en 1932. Réélu en 1934. Réélu en 1936. Réélu en 1938. Réélu en 1940. Réélu en 1942. Réélu en 1944. Retrait pour servir comme Président du Comité National Républicain.                                                                                            | 1933–1943 |
| 1943–1953                      |                       |                                  | 73e - 79e   | Élu en 1932. Réélu en 1934. Réélu en 1936. Réélu en 1938. Réélu en 1940. Réélu en 1942. Réélu en 1944. Retrait pour servir comme Président du Comité National Républicain.                                                                                            | |
| Dayton E. Phillips (en)        | Républicain           | 3 janvier 1947 - 3 janvier 1951  | 80e , 81e   | Élu en 1946. Réélu en 1948. Perd sa renomination. | |
| B. Carroll Reece (en)          | Républicain           | 3 janvier 1951 - 19 mars 1961    | 82e - 87e   | Élu en 1950. Réélu en 1952. Réélu en 1954. Réélu en 1956. Réélu en 1958. Réélu en 1960. Décès. | |
| 1953–1963                      |                       |                                  | 82e - 87e   | Élu en 1950. Réélu en 1952. Réélu en 1954. Réélu en 1956. Réélu en 1958. Réélu en 1960. Décès. | |
| Vacant                         | Vacant                | 19 mars 1961 - 16 mai 1961       | 87e         | | |
| Louise Reece (en)              | Républicain           | 16 mai 1961 - 3 janvier 1963     | 87e         | Élue pour terminer le mandat de son mari. Retrait. | |
| Jimmy Quillen (en)             | Républicain           | 3 janvier 1963 - 3 janvier 1997  | 88e - 104e  | Élu en 1962. Réélu en 1964. Réélu en 1966. Réélu en 1968. Réélu en 1970. Réélu en 1972. Réélu en 1974. Réélu en 1976. Réélu en 1978. Réélu en 1980. Réélu en 1982. Réélu en 1984. Réélu en 1986. Réélu en 1988. Réélu en 1990. Réélu en 1992. Réélu en 1994. Retrait. | 1963–1973 |
| 1973–1983                      |                       |                                  | 88e - 104e  | Élu en 1962. Réélu en 1964. Réélu en 1966. Réélu en 1968. Réélu en 1970. Réélu en 1972. Réélu en 1974. Réélu en 1976. Réélu en 1978. Réélu en 1980. Réélu en 1982. Réélu en 1984. Réélu en 1986. Réélu en 1988. Réélu en 1990. Réélu en 1992. Réélu en 1994. Retrait. | |
| 1983–1993                      |                       |                                  | 88e - 104e  | Élu en 1962. Réélu en 1964. Réélu en 1966. Réélu en 1968. Réélu en 1970. Réélu en 1972. Réélu en 1974. Réélu en 1976. Réélu en 1978. Réélu en 1980. Réélu en 1982. Réélu en 1984. Réélu en 1986. Réélu en 1988. Réélu en 1990. Réélu en 1992. Réélu en 1994. Retrait. | |
| 1993–2003                      |                       |                                  | 88e - 104e  | Élu en 1962. Réélu en 1964. Réélu en 1966. Réélu en 1968. Réélu en 1970. Réélu en 1972. Réélu en 1974. Réélu en 1976. Réélu en 1978. Réélu en 1980. Réélu en 1982. Réélu en 1984. Réélu en 1986. Réélu en 1988. Réélu en 1990. Réélu en 1992. Réélu en 1994. Retrait. | |
| Bill Jenkins (en)              | Républicain           | 3 janvier 1997 - 3 janvier 2007  | 105e - 109e | Élu en 1996. Réélu en 1998. Réélu en 2000. Réélu en 2002. Réélu en 2004. Retrait. | |
| 2003–2013                      |                       |                                  | 105e - 109e | Élu en 1996. Réélu en 1998. Réélu en 2000. Réélu en 2002. Réélu en 2004. Retrait. | |
| David Davis (en)               | Républicain           | 3 janvier 2007 - 3 janvier 2009  | 110e        | Élu en 2006. Perd sa renomination. | |
| Phil Roe                       | Républicain           | 3 janvier 2009 - 2021            | 111e - 116e | Élu en 2008. Réélu en 2010. Réélu en 2012. Réélu en 2014. Réélu en 2016. Réélu en 2018. Retrait. | |
| 2013–2023                      |                       |                                  | 111e - 116e | Élu en 2008. Réélu en 2010. Réélu en 2012. Réélu en 2014. Réélu en 2016. Réélu en 2018. Retrait. | |
| Diana Harshbarger              | Républicain           | 3 janvier 2021 - Présent         | 117e , 118e | Élue en 2020. Réélue en 2022. | |
| Diana Harshbarger              | Républicain           | 3 janvier 2021 - Présent         | 117e , 118e | Élue en 2020. Réélue en 2022. | 2023–Présent |

## Résultats des récentes élections
Voici les résultats des dix précédents cycles électoraux dans le district.

### 2004
| Élection de 2004 du 1er district congressionnel du Tennessee | Élection de 2004 du 1er district congressionnel du Tennessee | Élection de 2004 du 1er district congressionnel du Tennessee | Élection de 2004 du 1er district congressionnel du Tennessee | Élection de 2004 du 1er district congressionnel du Tennessee |
| ------------------------------------------------------------ | ------------------------------------------------------------ | ------------------------------------------------------------ | ------------------------------------------------------------ | ------------------------------------------------------------ |
| Parti                                                        | Parti                                                        | Candidat                                                     | Votes                                                        | %                                                            |
|                                                              | Républicain                                                  | Bill Jenkins (en) (sortant)                                  | 172 543                                                      | 73,9                                                         |
|                                                              | Démocrate                                                    | Graham Leonard                                               | 56 361                                                       | 24,1                                                         |
|                                                              | Indépendant                                                  | Denny Heath                                                  | 1 756                                                        | 0,61                                                         |
|                                                              | Indépendant                                                  | Ralph J. Ball                                                | 3 061                                                        | 1,3                                                          |
| Total des votes                                              | Total des votes                                              | Total des votes                                              | 233 560                                                      | 100 %                                                        |
|                                                              | Les Républicains conservent                                  |                                                              |                                                              |                                                              |

### 2006
| Élection de 2006 du 1er district congressionnel du Tennessee | Élection de 2006 du 1er district congressionnel du Tennessee | Élection de 2006 du 1er district congressionnel du Tennessee | Élection de 2006 du 1er district congressionnel du Tennessee | Élection de 2006 du 1er district congressionnel du Tennessee |
| ------------------------------------------------------------ | ------------------------------------------------------------ | ------------------------------------------------------------ | ------------------------------------------------------------ | ------------------------------------------------------------ |
| Parti                                                        | Parti                                                        | Candidat                                                     | Votes                                                        | %                                                            |
|                                                              | Républicain                                                  | David Davis (en)                                             | 108 336                                                      | 61,1                                                         |
|                                                              | Démocrate                                                    | Rick Trent                                                   | 65 538                                                       | 37,0                                                         |
|                                                              | Indépendant                                                  | Robert N. Smith                                              | 1 024                                                        | 0,6                                                          |
|                                                              | Indépendant                                                  | James W. Reeves                                              | 1 003                                                        | 0,6                                                          |
|                                                              | Indépendant                                                  | Michael Peavler                                              | 966                                                          | 0,5                                                          |
|                                                              | Indépendant                                                  | Mahmood (Michael) Sabri                                      | 411                                                          | 0,2                                                          |
| Total des votes                                              | Total des votes                                              | Total des votes                                              | 177 278                                                      | 100 %                                                        |
|                                                              | Les Républicains conservent                                  |                                                              |                                                              |                                                              |

### 2008
| Élection de 2008 du 1er district congressionnel du Tennessee | Élection de 2008 du 1er district congressionnel du Tennessee | Élection de 2008 du 1er district congressionnel du Tennessee | Élection de 2008 du 1er district congressionnel du Tennessee | Élection de 2008 du 1er district congressionnel du Tennessee |
| ------------------------------------------------------------ | ------------------------------------------------------------ | ------------------------------------------------------------ | ------------------------------------------------------------ | ------------------------------------------------------------ |
| Parti                                                        | Parti                                                        | Candidat                                                     | Votes                                                        | %                                                            |
|                                                              | Républicain                                                  | Phil Roe                                                     | 168 343                                                      | 71,8                                                         |
|                                                              | Démocrate                                                    | Rob Russell                                                  | 57 525                                                       | 24,5                                                         |
|                                                              | Indépendant                                                  | Joel Goodman                                                 | 3 988                                                        | 1,7                                                          |
|                                                              | Indépendant                                                  | James W. Reeves                                              | 2 544                                                        | 1,1                                                          |
|                                                              | Indépendant                                                  | Thomas « T.K. » Owens                                        | 1 981                                                        | 0,8                                                          |
| Total des votes                                              | Total des votes                                              | Total des votes                                              | 234 381                                                      | 100 %                                                        |
|                                                              | Les Républicains conservent                                  |                                                              |                                                              |                                                              |

### 2010
| Élection de 2010 du 1er district congressionnel du Tennessee | Élection de 2010 du 1er district congressionnel du Tennessee | Élection de 2010 du 1er district congressionnel du Tennessee | Élection de 2010 du 1er district congressionnel du Tennessee | Élection de 2010 du 1er district congressionnel du Tennessee |
| ------------------------------------------------------------ | ------------------------------------------------------------ | ------------------------------------------------------------ | ------------------------------------------------------------ | ------------------------------------------------------------ |
| Parti                                                        | Parti                                                        | Candidat                                                     | Votes                                                        | %                                                            |
|                                                              | Républicain                                                  | Phil Roe (sortant)                                           | 123 006                                                      | 80,8                                                         |
|                                                              | Démocrate                                                    | Michael Edward Clark                                         | 26 045                                                       | 17,1                                                         |
|                                                              | Indépendant                                                  | Kermit E. Steck                                              | 3 110                                                        | 2,0                                                          |
| Total des votes                                              | Total des votes                                              | Total des votes                                              | 152 161                                                      | 100 %                                                        |
|                                                              | Les Républicains conservent                                  |                                                              |                                                              |                                                              |

### 2012
| Élection de 2012 du 1er district congressionnel du Tennessee | Élection de 2012 du 1er district congressionnel du Tennessee | Élection de 2012 du 1er district congressionnel du Tennessee | Élection de 2012 du 1er district congressionnel du Tennessee | Élection de 2012 du 1er district congressionnel du Tennessee |
| ------------------------------------------------------------ | ------------------------------------------------------------ | ------------------------------------------------------------ | ------------------------------------------------------------ | ------------------------------------------------------------ |
| Parti                                                        | Parti                                                        | Candidat                                                     | Votes                                                        | %                                                            |
|                                                              | Républicain                                                  | Phil Roe (sortant)                                           | 182 252                                                      | 76,0                                                         |
|                                                              | Démocrate                                                    | Alan Woodruff                                                | 47 663                                                       | 19,9                                                         |
|                                                              | Indépendant                                                  | Karen Brackett                                               | 4 837                                                        | 2,0                                                          |
|                                                              | Vert                                                         | Robert N. Smith                                              | 2 872                                                        | 1,2                                                          |
|                                                              | Indépendant                                                  | Michael Salyer                                               | 2 048                                                        | 0,9                                                          |
| Total des votes                                              | Total des votes                                              | Total des votes                                              | 239 672                                                      | 100 %                                                        |
|                                                              | Les Républicains conservent                                  |                                                              |                                                              |                                                              |

### 2014
| Élection de 2014 du 1er district congressionnel du Tennessee | Élection de 2014 du 1er district congressionnel du Tennessee | Élection de 2014 du 1er district congressionnel du Tennessee | Élection de 2014 du 1er district congressionnel du Tennessee | Élection de 2014 du 1er district congressionnel du Tennessee |
| ------------------------------------------------------------ | ------------------------------------------------------------ | ------------------------------------------------------------ | ------------------------------------------------------------ | ------------------------------------------------------------ |
| Parti                                                        | Parti                                                        | Candidat                                                     | Votes                                                        | %                                                            |
|                                                              | Républicain                                                  | Phil Roe (sortant)                                           | 115 495                                                      | 82,8                                                         |
|                                                              | Indépendant                                                  | Robert Franklin                                              | 9 906                                                        | 7,1                                                          |
|                                                              | Vert                                                         | Robert Smith                                                 | 9 869                                                        | 7,1                                                          |
|                                                              | Libertarien                                                  | Michael Slayer                                               | 4 148                                                        | 3,0                                                          |
|                                                              | Indépendant                                                  | Scott Kudialis (write-in)                                    | 14                                                           | 0,0                                                          |
| Total des votes                                              | Total des votes                                              | Total des votes                                              | 139 470                                                      | 100 %                                                        |
|                                                              | Les Républicains conservent                                  |                                                              |                                                              |                                                              |

### 2016
| Élection de 2016 du 1er district congressionnel du Tennessee | Élection de 2016 du 1er district congressionnel du Tennessee | Élection de 2016 du 1er district congressionnel du Tennessee | Élection de 2016 du 1er district congressionnel du Tennessee | Élection de 2016 du 1er district congressionnel du Tennessee |
| ------------------------------------------------------------ | ------------------------------------------------------------ | ------------------------------------------------------------ | ------------------------------------------------------------ | ------------------------------------------------------------ |
| Parti                                                        | Parti                                                        | Candidat                                                     | Votes                                                        | %                                                            |
|                                                              | Républicain                                                  | Phil Roe (sortant)                                           | 198 293                                                      | 78,4                                                         |
|                                                              | Démocrate                                                    | Alan Bohms                                                   | 39 024                                                       | 15,4                                                         |
|                                                              | Indépendant                                                  | Robert Franklin                                              | 15 702                                                       | 6,2                                                          |
|                                                              | Write-In                                                     | Write-In                                                     | 6                                                            | 0,0                                                          |
| Total des votes                                              | Total des votes                                              | Total des votes                                              | 253 025                                                      | 100 %                                                        |
|                                                              | Les Républicains conservent                                  |                                                              |                                                              |                                                              |

### 2018
| Élection de 2018 du 1er district congressionnel du Tennessee | Élection de 2018 du 1er district congressionnel du Tennessee | Élection de 2018 du 1er district congressionnel du Tennessee | Élection de 2018 du 1er district congressionnel du Tennessee | Élection de 2018 du 1er district congressionnel du Tennessee |
| ------------------------------------------------------------ | ------------------------------------------------------------ | ------------------------------------------------------------ | ------------------------------------------------------------ | ------------------------------------------------------------ |
| Parti                                                        | Parti                                                        | Candidat                                                     | Votes                                                        | %                                                            |
|                                                              | Républicain                                                  | Phil Roe (sortant)                                           | 172 835                                                      | 77,1                                                         |
|                                                              | Démocrate                                                    | Marty Olsen                                                  | 47 138                                                       | 21,0                                                         |
|                                                              | Indépendant                                                  | Michael Salyer                                               | 4 309                                                        | 1,9                                                          |
| Total des votes                                              | Total des votes                                              | Total des votes                                              | 224 282                                                      | 100 %                                                        |
|                                                              | Les Républicains conservent                                  |                                                              |                                                              |                                                              |

### 2020
| Élection de 2020 du 1er district congressionnel du Tennessee | Élection de 2020 du 1er district congressionnel du Tennessee | Élection de 2020 du 1er district congressionnel du Tennessee | Élection de 2020 du 1er district congressionnel du Tennessee | Élection de 2020 du 1er district congressionnel du Tennessee |
| ------------------------------------------------------------ | ------------------------------------------------------------ | ------------------------------------------------------------ | ------------------------------------------------------------ | ------------------------------------------------------------ |
| Parti                                                        | Parti                                                        | Candidat                                                     | Votes                                                        | %                                                            |
|                                                              | Républicain                                                  | Diana Harshbarger                                            | 228 181                                                      | 74,7                                                         |
|                                                              | Démocrate                                                    | Blair Walsingham                                             | 68 617                                                       | 22,5                                                         |
|                                                              | Indépendant                                                  | Steve Holder                                                 | 8 621                                                        | 2,8                                                          |
|                                                              | Write-In                                                     | Write-In                                                     | 4                                                            | 0,0                                                          |
| Total des votes                                              | Total des votes                                              | Total des votes                                              | 305 423                                                      | 100 %                                                        |
|                                                              | Les Républicains conservent                                  |                                                              |                                                              |                                                              |

### 2022
| Primaire républicaine de 2022 du 1er district congressionnel du Tennessee | Primaire républicaine de 2022 du 1er district congressionnel du Tennessee | Primaire républicaine de 2022 du 1er district congressionnel du Tennessee | Primaire républicaine de 2022 du 1er district congressionnel du Tennessee | Primaire républicaine de 2022 du 1er district congressionnel du Tennessee |
| ------------------------------------------------------------------------- | ------------------------------------------------------------------------- | ------------------------------------------------------------------------- | ------------------------------------------------------------------------- | ------------------------------------------------------------------------- |
| Parti                                                                     | Parti                                                                     | Candidat                                                                  | Votes                                                                     | %                                                                         |
|                                                                           | Républicain                                                               | Diana Harshbarger (sortante)                                              | 43 761                                                                    | 100 %                                                                     |

| Primaire démocrate de 2022 du 1er district congressionnel du Tennessee | Primaire démocrate de 2022 du 1er district congressionnel du Tennessee | Primaire démocrate de 2022 du 1er district congressionnel du Tennessee | Primaire démocrate de 2022 du 1er district congressionnel du Tennessee | Primaire démocrate de 2022 du 1er district congressionnel du Tennessee |
| ---------------------------------------------------------------------- | ---------------------------------------------------------------------- | ---------------------------------------------------------------------- | ---------------------------------------------------------------------- | ---------------------------------------------------------------------- |
| Parti                                                                  | Parti                                                                  | Candidat                                                               | Votes                                                                  | %                                                                      |
|                                                                        | Démocrate                                                              | Cameron Parsons                                                        | 6 099                                                                  | 100 %                                                                  |

| Élection de 2022 du 1er district congressionnel du Tennessee | Élection de 2022 du 1er district congressionnel du Tennessee | Élection de 2022 du 1er district congressionnel du Tennessee | Élection de 2022 du 1er district congressionnel du Tennessee | Élection de 2022 du 1er district congressionnel du Tennessee |
| ------------------------------------------------------------ | ------------------------------------------------------------ | ------------------------------------------------------------ | ------------------------------------------------------------ | ------------------------------------------------------------ |
| Parti                                                        | Parti                                                        | Candidat                                                     | Votes                                                        | %                                                            |
|                                                              | Républicain                                                  | Diana Harshbarger (sortante)                                 | 147 241                                                      | 78,3                                                         |
|                                                              | Démocrate                                                    | Cameron Parsons                                              | 37 049                                                       | 19,7                                                         |
|                                                              | Indépendant                                                  | Richard Baker                                                | 2 466                                                        | 1,3                                                          |
|                                                              | Indépendant                                                  | Matt Makrom                                                  | 1 247                                                        | 0,7                                                          |
| Total des votes                                              | Total des votes                                              | Total des votes                                              | 188 003                                                      | 100 %                                                        |
|                                                              | Les Républicains conservent                                  |                                                              |                                                              |                                                              |

### 2024
| Primaire républicaine de 2024 du 1er district congressionnel du Tennessee | Primaire républicaine de 2024 du 1er district congressionnel du Tennessee | Primaire républicaine de 2024 du 1er district congressionnel du Tennessee | Primaire républicaine de 2024 du 1er district congressionnel du Tennessee | Primaire républicaine de 2024 du 1er district congressionnel du Tennessee |
| ------------------------------------------------------------------------- | ------------------------------------------------------------------------- | ------------------------------------------------------------------------- | ------------------------------------------------------------------------- | ------------------------------------------------------------------------- |
| Parti                                                                     | Parti                                                                     | Candidat                                                                  | Votes                                                                     | %                                                                         |
|                                                                           | Républicain                                                               | Diana Harshbarger (sortante)                                              | 52 190                                                                    | 100 %                                                                     |

| Primaire démocrate de 2024 du 1er district congressionnel du Tennessee | Primaire démocrate de 2024 du 1er district congressionnel du Tennessee | Primaire démocrate de 2024 du 1er district congressionnel du Tennessee | Primaire démocrate de 2024 du 1er district congressionnel du Tennessee | Primaire démocrate de 2024 du 1er district congressionnel du Tennessee |
| ---------------------------------------------------------------------- | ---------------------------------------------------------------------- | ---------------------------------------------------------------------- | ---------------------------------------------------------------------- | ---------------------------------------------------------------------- |
| Parti                                                                  | Parti                                                                  | Candidat                                                               | Votes                                                                  | %                                                                      |
|                                                                        | Démocrate                                                              | Kevin Jenkins                                                          | 5 179                                                                  | 67,8                                                                   |
|                                                                        | Démocrate                                                              | Bennett Lapides                                                        | 2 460                                                                  | 32,2                                                                   |

| Élection de 2024 du 1er district congressionnel du Tennessee | Élection de 2024 du 1er district congressionnel du Tennessee | Élection de 2024 du 1er district congressionnel du Tennessee | Élection de 2024 du 1er district congressionnel du Tennessee | Élection de 2024 du 1er district congressionnel du Tennessee |
| ------------------------------------------------------------ | ------------------------------------------------------------ | ------------------------------------------------------------ | ------------------------------------------------------------ | ------------------------------------------------------------ |
| Parti                                                        | Parti                                                        | Candidat                                                     | Votes                                                        | %                                                            |
|                                                              | Républicain                                                  | Diana Harshbarger (sortante)                                 | TBD                                                          | TBD                                                          |
|                                                              | Démocrate                                                    | Kevin Jenkins                                                | TBD                                                          | TBD                                                          |
|                                                              | Indépendant                                                  | Richard Baker                                                | TBD                                                          | TBD                                                          |
|                                                              | Indépendant                                                  | Levi Brake                                                   | TBD                                                          | TBD                                                          |
|                                                              | Indépendant                                                  | Wisdom Zerit Teklay                                          | TBD                                                          | TBD                                                          |
| Total des votes                                              | Total des votes                                              | Total des votes                                              | TBD                                                          | 100 %                                                        |
|                                                              |                                                              |                                                              |                                                              |                                                              |